# Courage LC70
Pour les articles homonymes, voir Courage Compétition et Courage (homonymie).

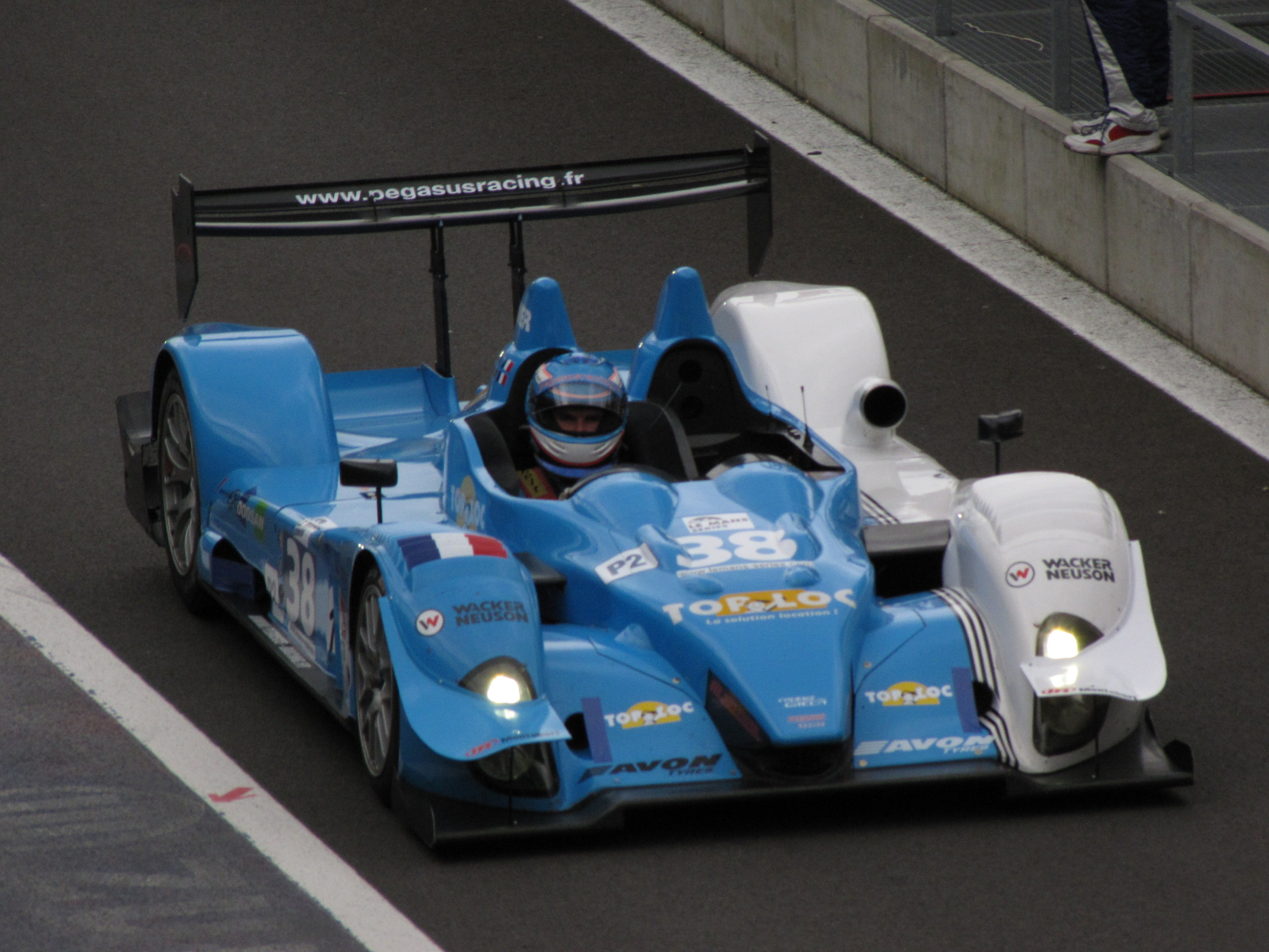
La châssis n°1 du Pegasus Racing en 2009.

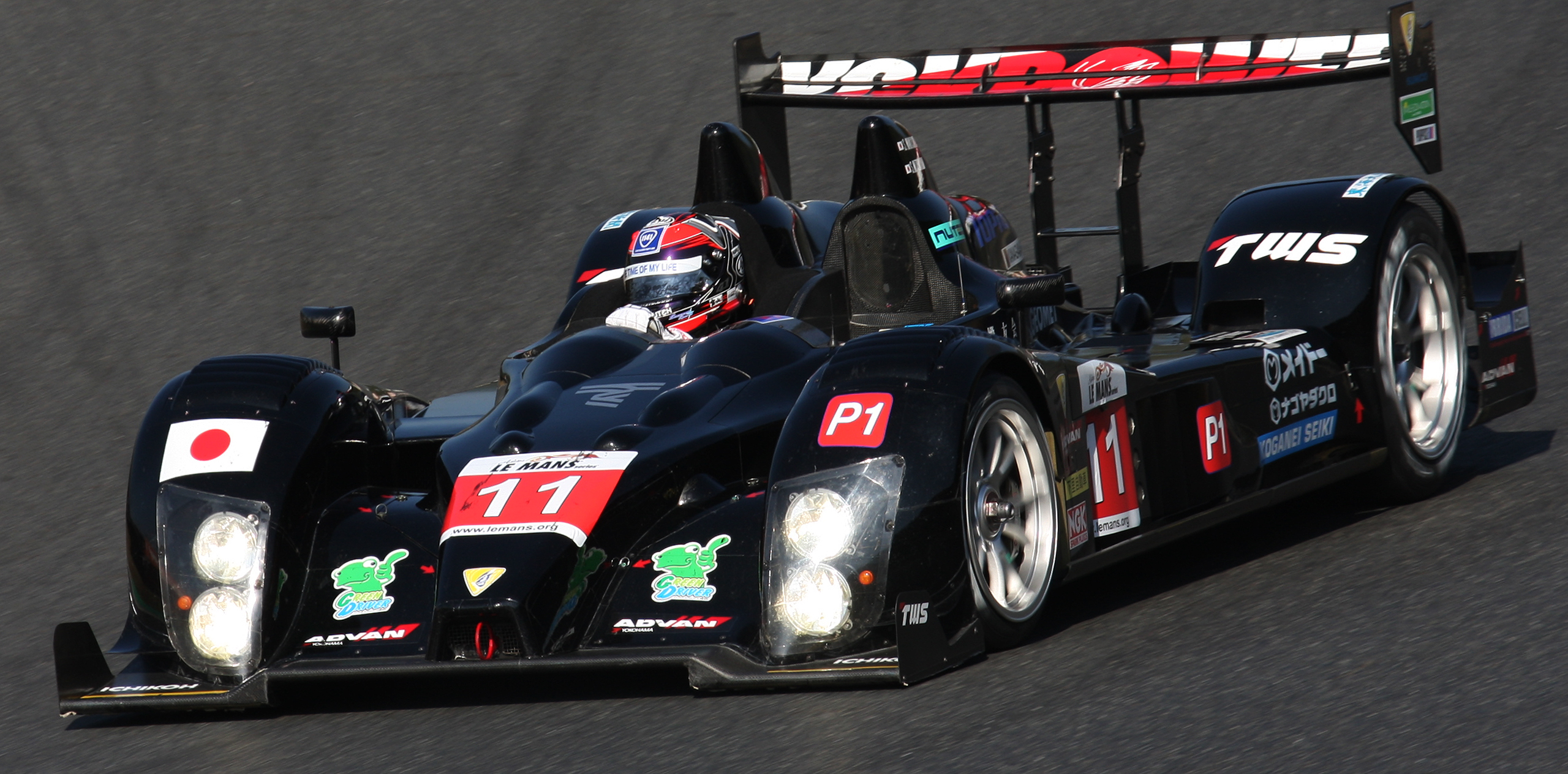
Le châssis n°6 de Tokai University en 2009.

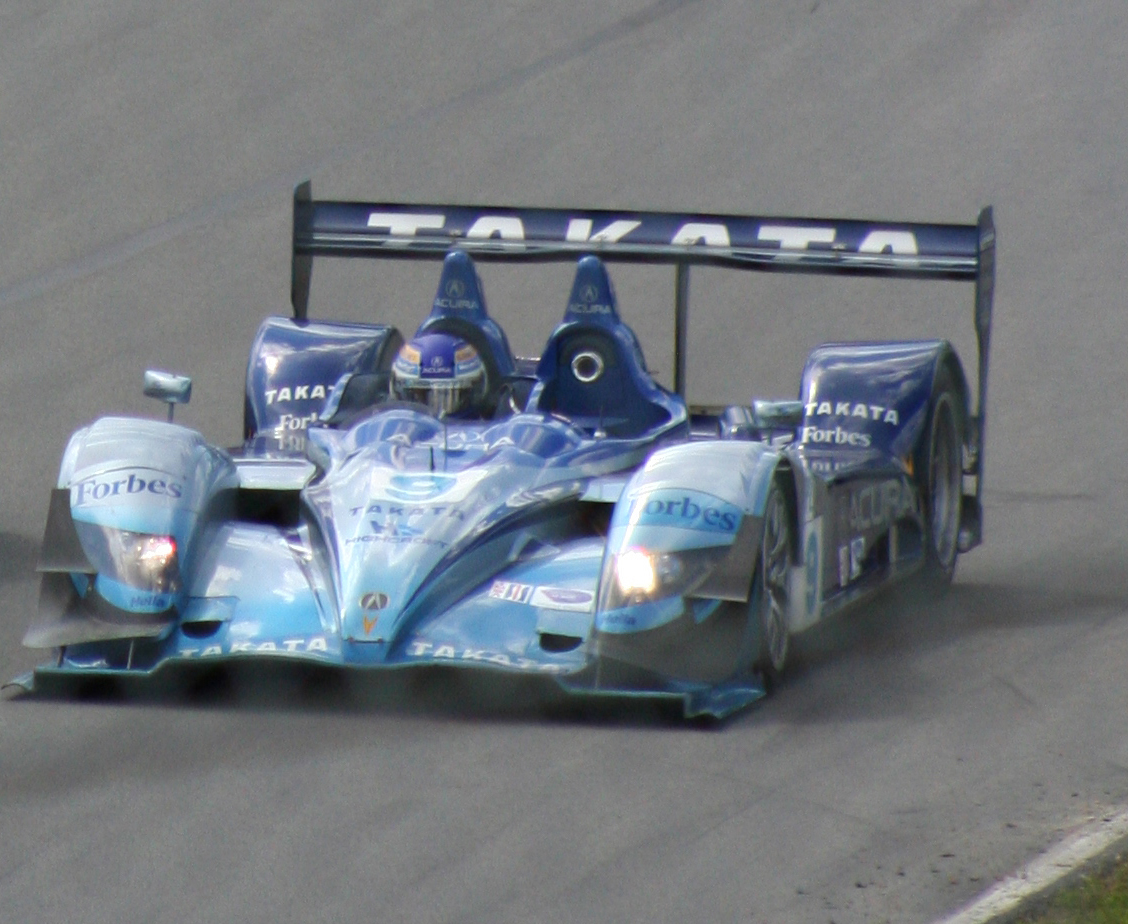
Le châssis n°7 du Highcroft Racing en 2007.

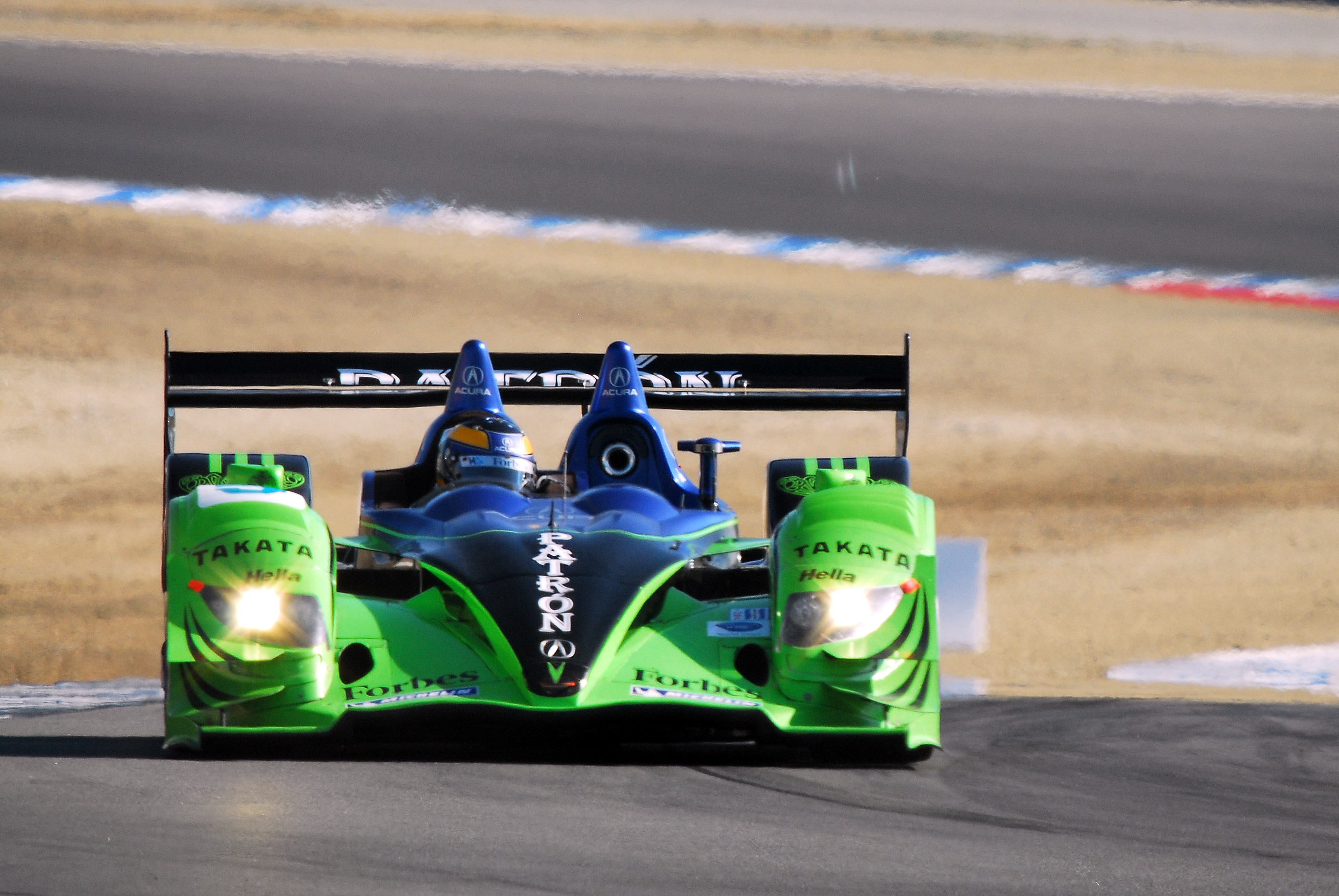
Le châssis construit du Highcroft Racing par HPD en 2008.

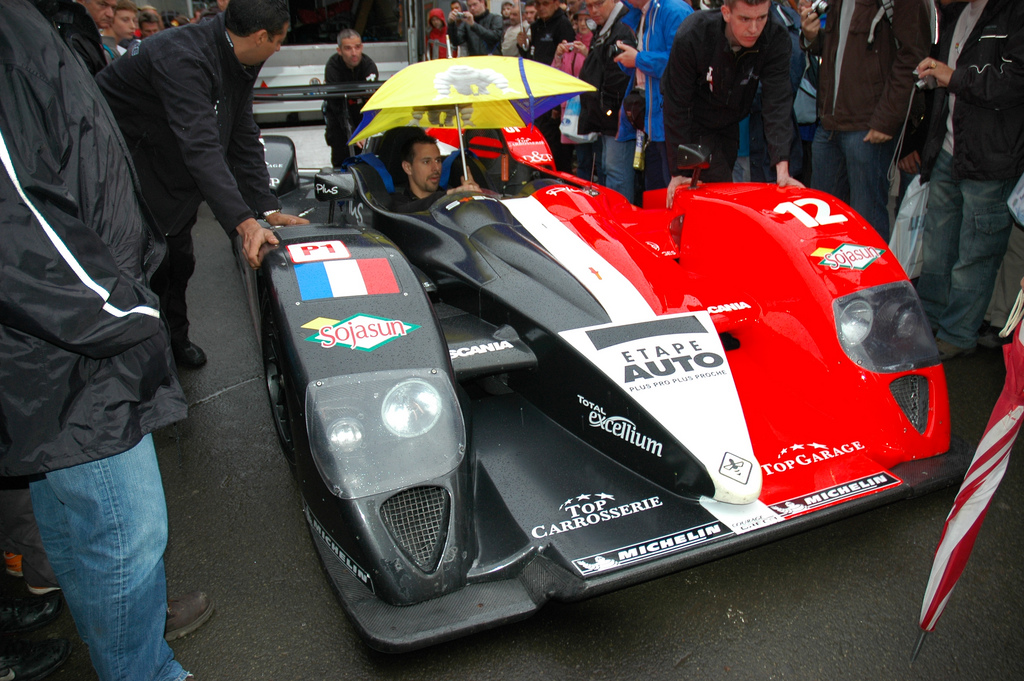
Le châssis n°11 de Signature en 2009.

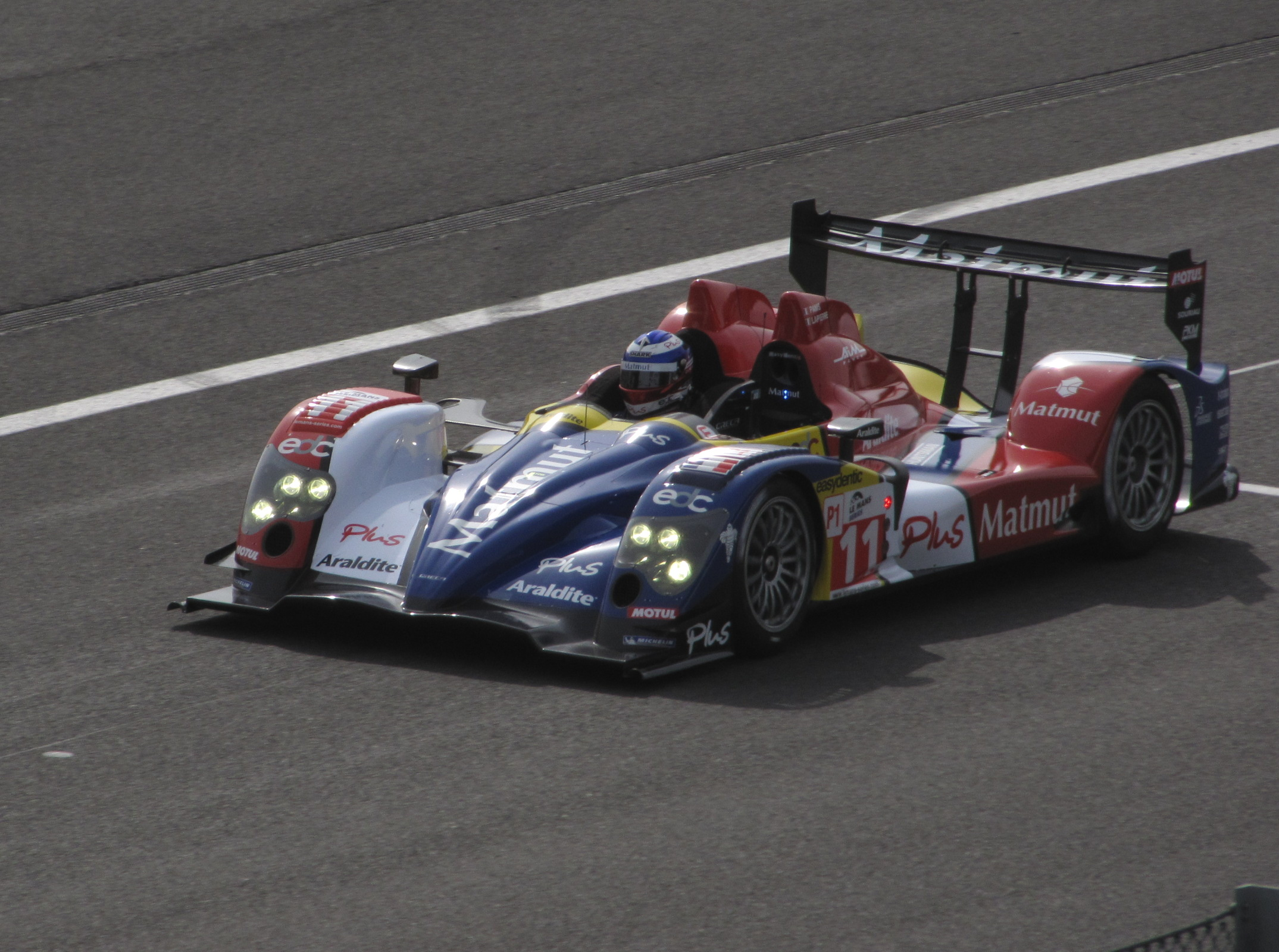
Le châssis n°13 d'Oreca en 2009.

La Courage LC70 est une barquette de course, sortie en 2006, en partie conçue par Courage pour concourir en catégorie LMP1 en Le Mans Series et aux 24 Heures du Mans.
Une évolution, la Courage LC75 a été mise au point pour évoluer en catégorie LMP2 et l'université Tōkai est une des dernières équipe à faire rouler ce modèle en 2011.
Après le rachat de Courage Compétition par Oreca, la voiture a servi de base relativement peu modifiée pour développer l'Oreca 01.

## Palmarès
- Le Mans Series
  - 2e des 1 000 kilomètres de Spa 2006 avec le Swiss Spirit et les pilotes Harold Primat et Marcel Fässler

- Japan Le Mans Challenge
  - Vainqueur des 1 000 kilomètres d'Okayama en 2006 avec le Team Mugen et les pilotes Seiji Ara et Haruki Kurosawa
  - 2e et vainqueur de la catégorie LMP1 des 1 000 kilomètres d'Okayama  en 2007 avec le Team Mugen et les pilotes Haruki Kurosawa et Shinji Nakano
  - 2e des 1 000 kilomètres de Sugo en 2007 avec le Team Mugen et les pilotes Haruki Kurosawa et Shinji Nakano

## Châssis
Cette rubrique comporte la totalité des châssis du modèle y compris les deux utilisés comme Courage LC75, les cinq renommés Acura ARX-01 et les trois Oreca 01.
Le châssis n°3 est détruit en course lors des 1000 km de Monza en 2008 et est remplacé par le n°11, le châssis n°4 a été pulvérisé lors des journées de tests des 24 Heures du Mans 2007 et est remplacé pas le n°10. Le châssis n°7 de l'Acura ARX-01 a été accidenté lors du Petit Le Mans 2008 et est remplacé par un châssis construit entièrement par Honda Performance Development. Le châssis n°12 de RML a été détruit lors des essais des 1 000 kilomètres de Spa 2011 et a été remplacé par le châssis n°8 racheté en urgence par l'écurie pour participer aux 24 Heures du Mans 2011.
| N°   | Année       | Modèle           | Équipe                         | Moteur                                      | Championnat                                                 |
| ---- | ----------- | ---------------- | ------------------------------ | ------------------------------------------- | ----------------------------------------------------------- |
| 1    | 2006        | LC75             | Courage Compétition            | Mecachrome                                  | Aucun engagement / Utilisation pour tests et développements |
| 1    | 2007        | LC75             | Noël Del Bello Racing          | AER P07                                     | Le Mans Series / 24 Heures du Mans                          |
| 1    | 2008        | LC75             | Oreca                          | AER P07                                     | Aucun engagement / Utilisation pour tests et développements |
| 1    | 2009-2010   | LC75             | Pegasus Racing                 | AER P07                                     | Le Mans Series                                              |
| 1    | 2011        | LC75             | Pegasus Racing                 | HPD V6 bi-turbo                             |                                                             |
| 2    | 2006        | LC70             | Swiss Spirit                   | Judd GV5 V10                                | Le Mans Series / 24 Heures du Mans                          |
| 2    | 2007        | LC75             | Saulnier Racing                | Judd GV5 V10                                | Le Mans Series / 24 Heures du Mans                          |
| 2    | 2009-2011   | LC75             | Ibañez Racing Service          | AER P07                                     | Le Mans Series                                              |
| 3    | 2006        | LC70             | Courage Compétition            | Mugen MF458S                                | Le Mans Series / 24 Heures du Mans                          |
| 3    | 2007        | LC70             | Courage Compétition            | AER P32T                                    | Le Mans Series / 24 Heures du Mans                          |
| 3    | 2008        | LC70             | Oreca                          | Judd GV5 V10                                | Le Mans Series                                              |
| 4    | 2006        | LC70             | Courage Compétition            | Mugen MF458S                                | Le Mans Series / 24 Heures du Mans                          |
| 4    | 2007        | LC70             | Courage Compétition            | AER P32T                                    | Le Mans Series                                              |
| 5    | 2006        | LC70             | Courage Compétition Team Mugen | Mugen MF458S                                | Le Mans Series Japan Le Mans Challenge                      |
| 5    | 2007        | LC70             | Team Mugen                     | Mugen MF458S                                | Japan Le Mans Challenge                                     |
| 5    | 2008        | LC70             | Terramos                       | Mugen MF458S                                | 24 Heures du Mans                                           |
| 6    | 2008        | LC70             | Tōkai University               | YGK YR40                                    | 24 Heures du Mans                                           |
| 6    | 2009        | LC70             | Tōkai University               | YGK YR40                                    | Asian Le Mans Series                                        |
| 7    | 2007        | Acura ARX-01a    | Highcroft Racing               | Acura AL7R                                  | American Le Mans Series                                     |
| 7    | 2008        | Acura ARX-01b    | Highcroft Racing               | Acura AL7R                                  | American Le Mans Series                                     |
| 8    | 2007        | Acura ARX-01a    | Andretti Green Racing          | Acura AL7R                                  | American Le Mans Series                                     |
| 8    | 2008        | Acura ARX-01b    | Andretti Green Racing          | Acura AL7R                                  | American Le Mans Series                                     |
| 8    | 2011        | HPD ARX-01d      | RML                            | HPD V6 bi-turbo                             | 24 Heures du Mans                                           |
| 9    | 2008        | Acura ARX-01b    | Fernández Racing               | Acura AL7R                                  | American Le Mans Series                                     |
| 9    | 2009        | Acura ARX-01c    | Fernández Racing               | Acura AL7R                                  | American Le Mans Series                                     |
| 9    | 2010        | HPD ARX-01d      | Strakka Racing                 | Acura AL7R                                  | Le Mans Series / 24 Heures du Mans                          |
| 9    | 2011        | HPD ARX-01d      | Strakka Racing                 | HPD V6 bi-turbo                             | Le Mans Series / 24 Heures du Mans                          |
| 10   | 2007        | LC70             | Courage Compétition            | AER P32T                                    | Le Mans Series / 24 Heures du Mans                          |
| 10   | 2008        | LC70             | Oreca                          | Judd GV5 V10                                | Le Mans Series / 24 Heures du Mans                          |
| 10   | 2009        | Oreca 01/01      | Oreca                          | AIM YS5.5                                   | Le Mans Series                                              |
|      | 2008        | Acura ARX-01b    | Highcroft Racing               | Acura AL7R                                  | American Le Mans Series                                     |
| 2010 | HPD ARX-01d | Highcroft Racing | Acura AL7R                     | American Le Mans Series / 24 Heures du Mans |                                                             |
| 2011 | HPD ARX-01e | Highcroft Racing | Acura AL7R                     | American Le Mans Series / 24 Heures du Mans |                                                             |
| 11   | 2008        | LC70             | Oreca                          | Judd GV5 V10                                | Le Mans Series / 24 Heures du Mans                          |
| 11   | 2009        | LC70             | Signature                      | Judd GV5 V10                                | Le Mans Series / 24 Heures du Mans                          |
| 12   | 2008        | Acura ARX-01b    | de Ferran Motorsport           | Acura AL7R                                  | American Le Mans Series                                     |
| 12   | 2011        | HPD ARX-01d      | RML                            | HPD V6 bi-turbo                             | Le Mans Series / 24 Heures du Mans                          |
| 13   | 2009        | Oreca 01/02      | Oreca                          | AIM YS5.5                                   | Le Mans Series / 24 Heures du Mans                          |
| 13   | 2010        | Oreca 01/02      | Oreca                          | AIM V10                                     | Le Mans Series / 24 Heures du Mans                          |
|      | 2009        | Oreca 01/03      | Oreca                          | AIM YS5.5                                   | Le Mans Series / 24 Heures du Mans                          |